# (6073) Tähtiseuraursa
(6073) Tähtiseuraursa es un asteroide perteneciente al cinturón de asteroides, región del sistema solar que se encuentra entre las órbitas de Marte y Júpiter, más concretamente a la familia de Eunomia, descubierto el 18 de octubre de 1939 por Yrjö Väisälä desde el Observatorio de Iso-Heikkilä, en Turku, Finlandia.

## Designación y nombre
Designado provisionalmente como 1939 UB. Fue denominado en honor a Ursa, una sociedad astronómica finesa.

## Características orbitales
Tähtiseuraursa está situado a una distancia media del Sol de 2,619 ua, pudiendo alejarse hasta 2,957 ua y acercarse hasta 2,280 ua. Su excentricidad es 0,129 y la inclinación orbital 12,21 grados. Emplea 1548,10 días en completar una órbita alrededor del Sol.

## Características físicas
La magnitud absoluta de Tähtiseuraursa es 12,2. Tiene 8,852 km de diámetro y su albedo se estima en 0,326. 